# NGC 2040

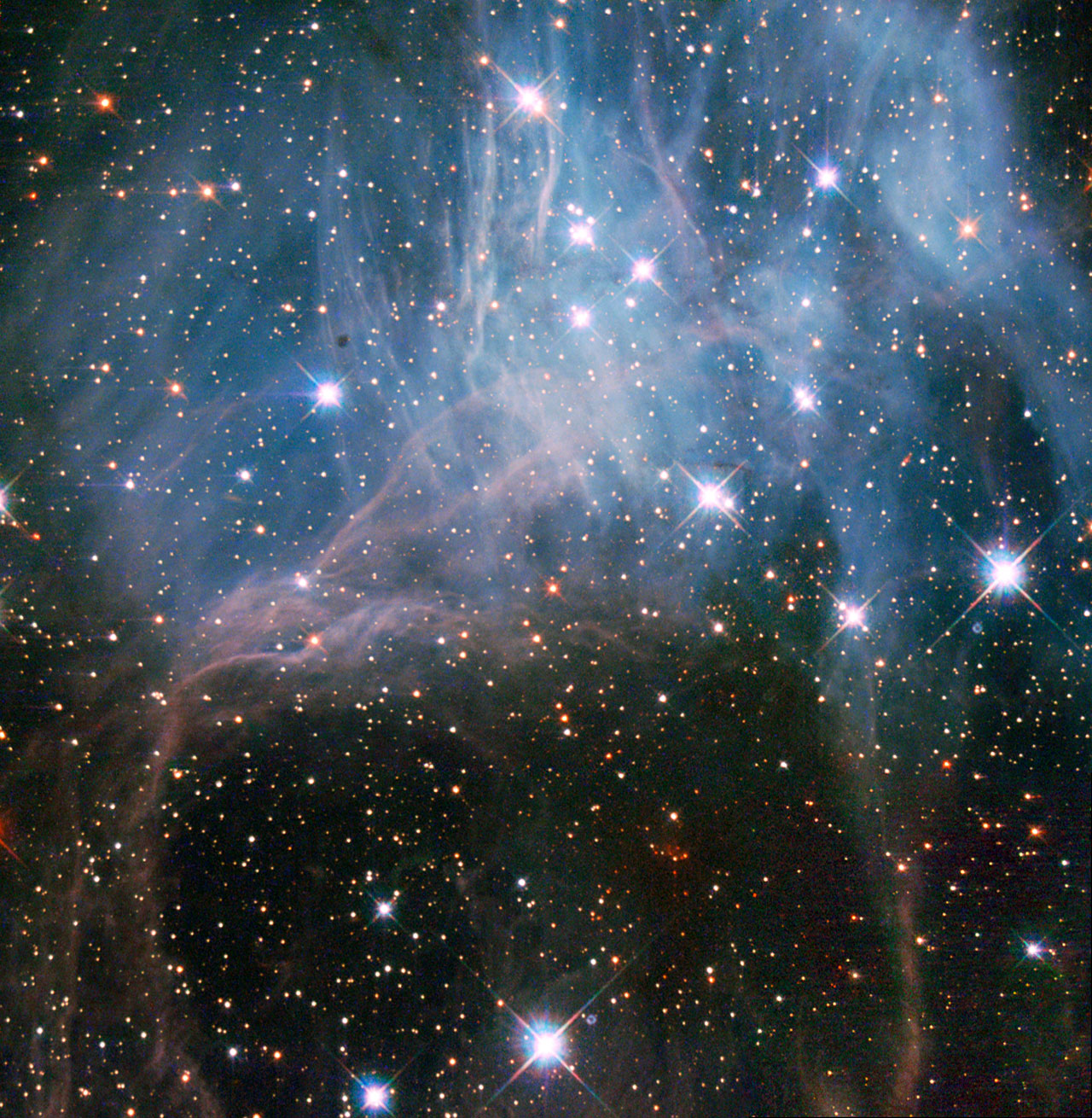
NGC 2040 este un roi de stele foarte liber (asociație stelară) ale cărui stele provin dintr-o aceeași sursă și care sunt în derivă împreună în spațiu. ESA/Hubble, NASA și D. A. Gouliermis.

NGC 2040 este o asociație stelară localizată la 150.000 de ani-lumină, în  constelația Peștele de Aur.